# Baltasar del Alcázar
Pour les articles homonymes, voir Alcazar.
Baltasar del Alcázar est un poète espagnol né en 1530 à Séville et mort en 1606 à Ronda.

## Biographie
Baltasar del Alcázar est le 6e fils de Don Luis del Alcázar.
Il participe à la guerre franco-espagnole (1595-1598) en servant dans les galères de Don Álvaro de Bazán, premier marquis de Santa Cruz. Il sera fait prisonnier pendant cette guerre.
Il se marie en 1565 avec María de Aguilera et est nommé Alcade de Los Molares par le duc d'Alcala.
En 1570, il devient le père de Leonor.

## Œuvres

### Épigrammes
- « Un gibbeux devant »
- « À une femme maigre »
- « Constance »
- « Dieu nous garde »
- « Doña Valentina »
- « L’étudiant »
- « Blesser la belle Elvira ... »
- « Ils sont allés dans une danse ... » (« La Danse »)
- « Emploi »
- « La cape »
- « Le nez de Clara »
- « Les yeux d’Anne »
- « Sortir à pied »
- « Prisonnier des amours »
- « Leur façon de vivre dans la vieillesse »
- « Un dîner joculaire »
- « J’accepte de vous révéler un secret. »

### Sonnets
- « Au Christ »
- « Aimer »
- « Encerclée est mon âme d’opposés »
- « Dis, rapace couché. »

### Autre
- « Dîner joculaire »
- « Dialogue entre deux chiens »
- « Dialogue entre un battement de cœur et l’écho »
- « Conseil à une veuve ».